# كيكي برستون
كيكي برستون (بالإنجليزية: Kiki Preston)‏ هي نجمة اجتماعية أمريكية، ولدت في 8 أكتوبر 1896 في باريس في فرنسا، وتوفيت في 23 ديسمبر 1946 في نيويورك في الولايات المتحدة بسبب سقوط.